# Konkurs „Człowiek bez barier”
Konkurs „Człowiek bez barier” – konkurs dla osób niepełnosprawnych, promujący ich aktywność zawodową i zaangażowanie społeczne.

## Historia konkursu
Konkurs „Człowiek bez barier” po raz pierwszy został ogłoszony w 2003 roku z okazji Europejskiego Roku Osób Niepełnosprawnych.
Celem konkursu jest promocja osób z niepełnosprawnością, których społeczna aktywność, zaangażowanie i postawa są przykładem dla innych i motywacją do przełamywania barier w życiu codziennym. W konkursie nagradzane są osoby, które mimo niepełnosprawności, odnoszą sukcesy w różnych dziedzinach życia zawodowego i społecznego, są przedsiębiorczy, są samodzielni (ˌˌbiorą los w swoje ręceˈˈ) i stają się dzięki temu wzorami postępowania dla innych, także dla pełnosprawnych.
W latach 2003–2010 wybieranych było 5 laureatów, z których jeden otrzymywał tytuł "Człowiek bez barier" i statuetkę, a czterej pozostali równorzędne wyróżnienia i statuetki. W 2011 roku, po raz pierwszy, formuła została poszerzona o nagrodę publiczności. Głosowanie na laureata publiczności odbywa się za pomocą internetu. Laureat publiczności otrzymuje pamiątkowy dyplom.

## Nagrodzeni

### 2018
- Przemysław Sobieszczuk - Człowiek bez barier 2018
- Adrian Beściak
- Andrzej Łukasik - również nagroda publiczności
- Irena Sikora-Mysłek
- Krzysztof Stern
- Agata Roczniak - osobowość internetowa
- Piotr Pawłowski - nagroda specjalna (pośmiertnie)

### 2017
- Bogumiła Czerniawska - Człowiek bez barier 2017
- Paweł Parus
- Joanna Rogozińska
- Vlodi Tafel
- Rafał Wilk
- Judyta Bork - nagroda publiczności
- Michał Woroch - osobowość internetowa
- Iwona Cichosz - nagroda specjalna
- Janina Ochojska - Człowiek Bez Barier XV-lecia

### 2016
- Grzegorz Płonka - Człowiek bez barier 2016
- Bawer Aondo-Akaa – również nagroda publiczności
- Ewa Durska
- Jolanta Golianek
- Cezary Kopiczko
- Natalia Partyka - nagroda specjalna
- Rafał Miszkiel - osobowość internetowa (nowa kategoria)

### 2015
- Agnieszka Bal  - Człowiek bez barier 2015
- Paulina Kaszuba-Krzepicka
- Mariusz Mączka
- Joanna Pąk
- Adam Wiśniewski
- Mariusz Konrad Kędzierski - nagroda publiczności
- Monika Kuszyńska - nagroda specjalna

### 2014
- Janusz Świtaj - Człowiek bez barier 2014
- Krzysztof Jankowski
- Bartłomiej "Skrzynia" Skrzyński
- Adam Czeladzki - również nagroda publiczności
- Małgorzata Hałas-Koralewska

### 2013
- Paweł Ejzenberg - Człowiek bez barier 2013
- Krzysztof Kaperczak
- Halina Mleczko
- Radosław Obuchowicz
- Tomasz Szkwara
- Bogumiła Siedlecka - nagroda publiczności

### 2012
- Marcin Kornak – Człowiek bez barier 2012[2]
- Marion Hersh
- Katarzyna Piekart
- Bartłomiej Skrzyński
- Beata Andruszkiewicz – nagroda publiczności

### 2011
- Beata Wachowiak-Zwara – Człowiek bez barier 2011
- Justyna Kędzia
- Krzysztof Chęciak
- Hanna Pasterny
- Wojciech Urban
- Anna Wąsik – nagroda publiczności

### 2010
- Marek Kalbarczyk – Człowiek bez barier 2010
- Emilia Kotarska
- Jacek Ryng
- Krzysztof Wostal
- Sebastian Mankiewicz

### 2009
- Piotr Kalinowski – Człowiek bez barier 2009
- Małgorzata Tokarska
- Przemysław Sobieszczuk
- Radosław Grynczewski
- Piotr Matusz

### 2008
- Albin Batycki – Człowiek bez barier 2008
- Ewa Zielińska
- Andrzej Zając
- Marcin Chojnowski
- Natalia Partyka

### 2007
- Ewa Nowicka-Rusek – Człowiek bez barier 2007
- Waldemar Cichoń
- Bogdan Dąsal
- Anna Krupa
- Radosław Pytlewski
- Jane Cordell – wyróżnienie specjalne

### 2006
- Paulina Zaleś – Człowiek bez barier 2006
- Olesia Kornienko
- Grzegorz Kozłowski
- Małgorzata Kubela
- Romuald Roczeń

### 2005
- Katarzyna Rogowiec – Człowiek bez barier 2005
- Dorota Adamecka
- Stanisław Michał Czerniak
- Dariusz Peśla
- Bolesław Zajiczek

### 2004
- Zbigniew Puchalski – Człowiek bez barier 2004
- Jan Arczewski
- Barbara Łukasik
- Jan Mela
- Marek Plura

### 2003
- Sławomir Piechota – Człowiek bez barier 2003
- Ireneusz Betlewicz
- Piotr Dukaczewski
- Dariusz Kampka
- Beata Wachowiak-Zwara

Źródło:

## Statuetka
W historię konkursu wpisała się także nagroda - statuetka "Człowiek bez barier". Twórcą pierwszej, wręczonej w 2003 roku statuetki „Człowiek bez barier”, był Andrzej Renes, artysta rzeźbiarz, absolwent Akademii Sztuk Pięknych w Warszawie i Królewskiej Akademii Sztuk Pięknych w Brukseli, autor m.in. warszawskich pomników kardynała Stefana Wyszyńskiego, prezydenta stolicy Stefana Starzyńskiego, statuetek Wiktora i Nagrody Kisiela. W kolejnych konkursach laureatów nagradzano statuetkami autorstwa Anny Szafrańskiej. Artystka ukończyła Wydział Rzeźby w pracowni prof. Piotra Gawrona w Akademii Sztuk Pięknych w Warszawie.

## Organizator konkursu
Organizatorem konkursu jest Stowarzyszenie Przyjaciół Integracji, organizacja pożytku publicznego, która od 1995 roku działa na rzecz osób z niepełnosprawnością, przełamując bariery społeczne i architektoniczne. Dzięki realizowanym projektom społecznym tj. „Płytka wyobraźnia to kalectwo”, „Kampania parkingowa” czy „Sprawni w pracy”, pracy centrów aktywizacji zawodowej, dwumiesięcznikowi „Integracja” i portalowi niepelnosprawni.pl działa na rzecz wyrównywania szans oraz integracji społecznej.